# Brough Superior

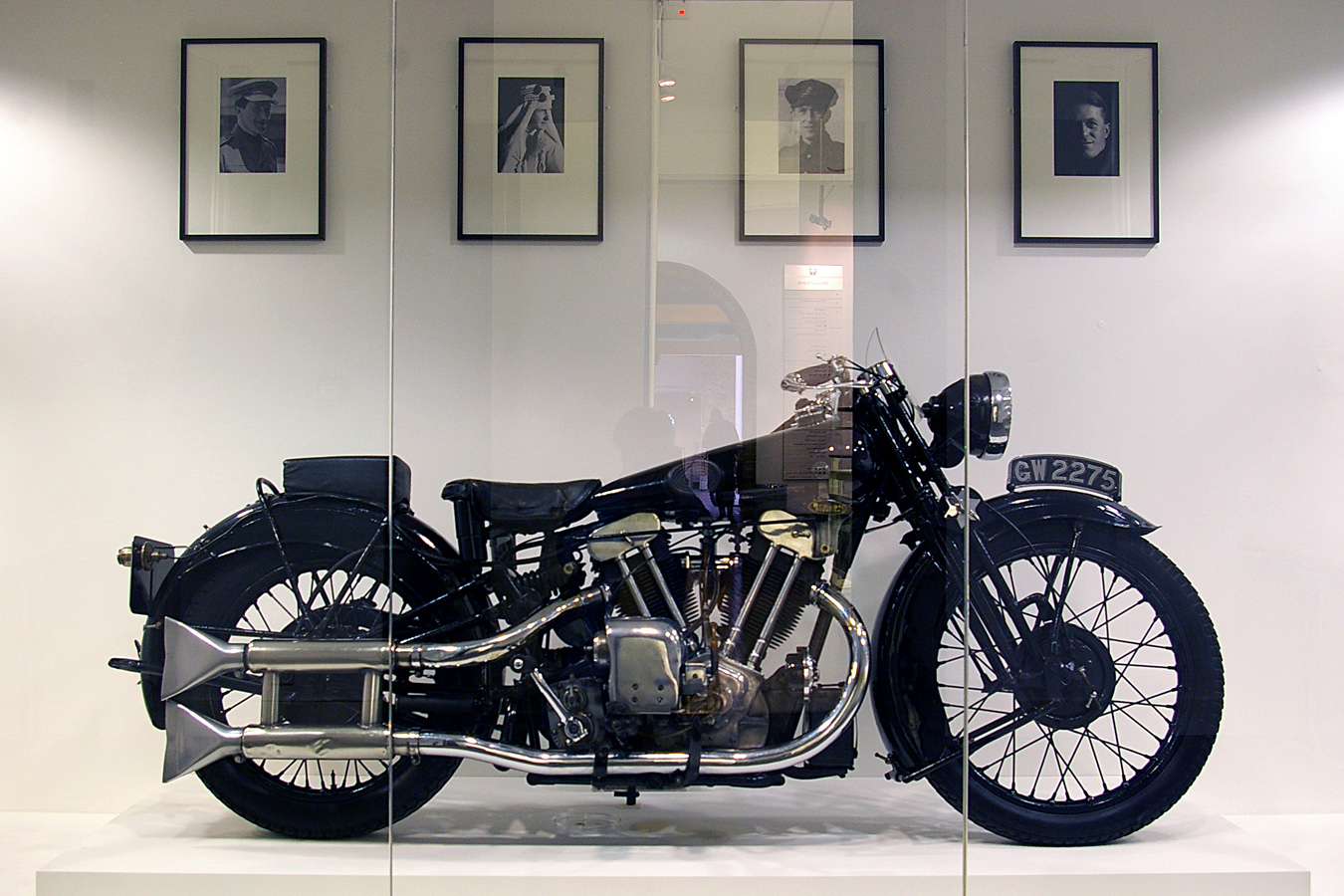
La SS 100 de Lawrence d’Arabie.

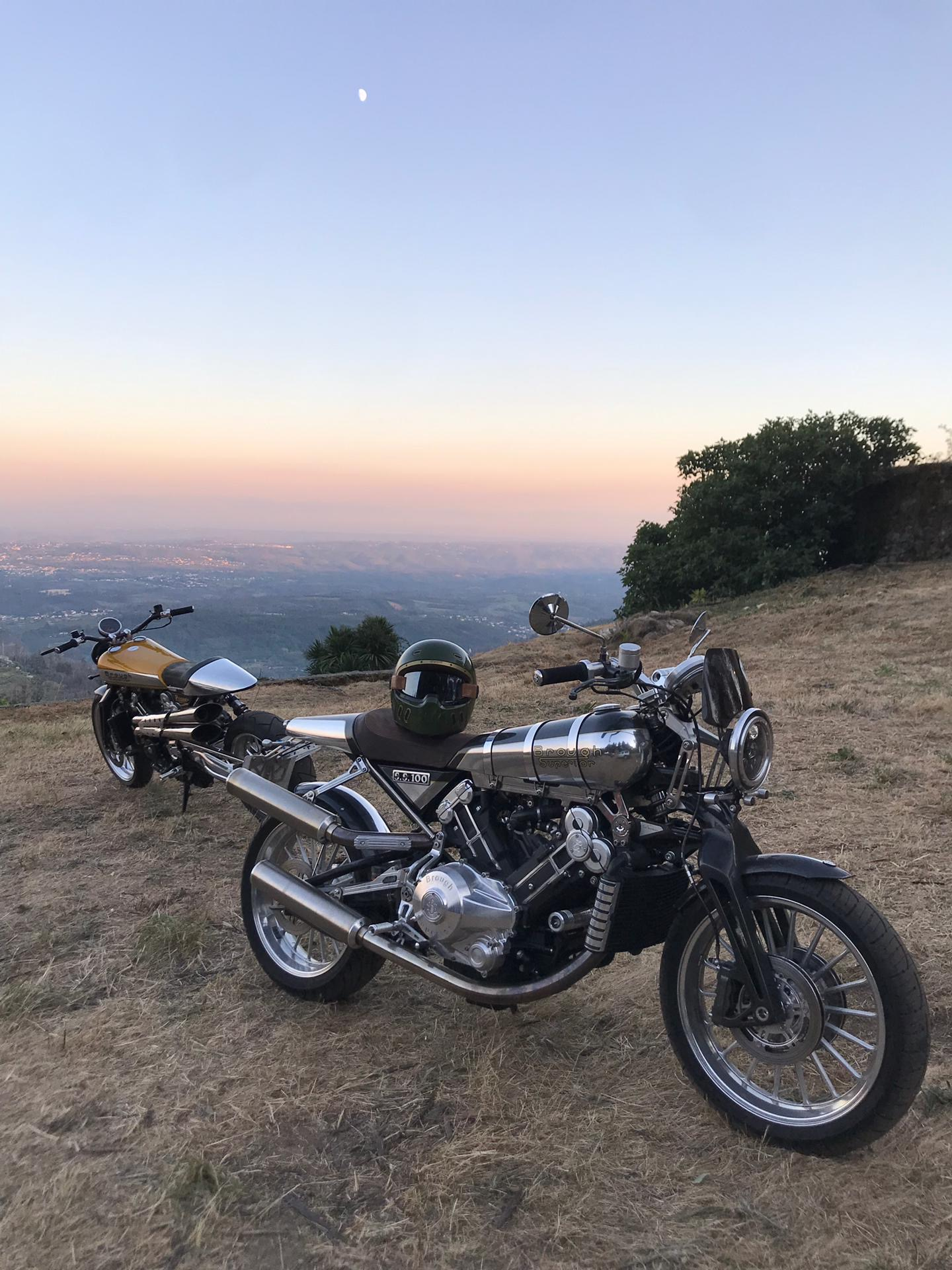
SS 100 et Pendine modernes.

Brough Superior est une marque de motos anglaises de luxe créée à Nottingham en 1919 par George Brough (en). Entre 1935 et 1939, Brough Superior a aussi produit environ 85 automobiles. Disparue en 1940, la marque est finalement relancée en France en 2013 par l'Anglais Mark Upham, avant de passer sous pavillon français avec le rachat de Brough Superior par Thierry Henriette, qui installe la production à Toulouse. La marque produit également les motos de la marque automobile Aston Martin, avec les AMB 001 et AMB 001 Pro.

## Historique
Réputées pour être d'une finition impeccable et ultra performantes, les Brough Superior sont surnommées les « Rolls-Royce de la moto ». Elles étaient minutieusement testées avant d'être livrées à leur propriétaire et adaptées au gabarit du pilote. De nombreux records de vitesses furent établis sur Brough Superior. Neuf records ont d'ailleurs été battus sur la seule année 1924.
Le principal modèle de la marque était la SS 100 avec son moteur JAP de 998 cm3 qui pouvait atteindre les 160 km/h.
T. E. Lawrence (dit « Lawrence d’Arabie ») posséda sept Brough. Il succombera de blessures subies lors d'un accident au guidon de l'une d'entre elles. De nombreuses célébrités de l'époque ont possédé des modèles Brough.

## Renouveau de la marque
Le nouveau propriétaire de l'usine Brough Superior est le Français Thierry Henriette, qui finance et dirige la création des nouvelles Brough Superior en respectant les origines de la marque.
Elles sont construites à la main à Toulouse. Les clients du monde entier se bousculent pour s'offrir un exemplaire de ces motos mythiques. Une fois la commande passée, il faut patienter plusieurs mois pour recevoir la machine d'une valeur moyenne de 60 000 €.
Aujourd'hui, les moteurs Brough Superior sont entièrement développés et assemblés en interne par les ingénieurs et monteurs de l'usine située près de Toulouse.
En 2013, la nouvelle SS 100 est présentée par l'équipe Brough Superior au salon EICMA à Milan. Le succès est immense et un grand nombre de SS 100 sont précommandées.
En 2017, une variation de la SS 100 rappelant les courses sur sable est créée : la Pendine Sand Racer. Échappements et guidon relevés type off road, cette nouvelle moto transcende le passé de la marque et rappelle l'époque où les records de vitesse se faisaient le long des plages galloises.
En 2019, pour le centenaire de la marque, la gamme « Anniversary » est commercialisée. Tiré à cent exemplaires, ce modèle à 100 000 € est dévoilé en avant-première à l'EICMA en novembre 2018, les premières livraisons sont prévues au printemps 2019. La machine est dotée de pièces en aluminium usinées dans la masse.
À l'EICMA en novembre 2019 et en collaboration avec Aston Martin, Brough Superior présente la seule moto de la marque de voitures anglaise : l'AMB 001 (pour Aston Martin Brough). Animée par un moteur bicylindre en V turbo de 997 cm3 développant 180 ch, cette moto pesant 186 kg à sec est dédiée à un usage sur circuit. Le cadre est en fibre de carbone, ce qui explique en partie son faible poids. Production de cent unités avec un prix de 108 000 €, cette œuvre d'art est commercialisée fin 2020. En 2024 sort la version Pro de l'AMB 001 avec 20% de puissance en plus, dans une version limitée à 88 exemplaires et affichée à 189 000 €.